# Saluzzo
Saluzzo (piemontiul: Salusse) település Olaszországban, Piemont régióban, Cuneo megyében. Lakosainak száma 17 470 fő (2023. január 1.). Saluzzo Cardè, Lagnasco, Manta, Pagno, Revello, Scarnafigi, Torre San Giorgio, Moretta és Villafalletto községekkel határos.

## Népesség
A település lakossága az elmúlt években az alábbi módon változott:
| Lakosok száma | 16 971 | 16 968 | 16 958 | 17 470 |
|               | 2016   | 2017   | 2018   | 2023   |